# Darrington (Washington)
Darrington je gradić u američkoj saveznoj državi Washington. Prema popisu stanovništva iz 2010. u njemu je živjelo 1.347 stanovnika.